# Melcher Risberg
Seth Melcher Risberg (* 16. Februar 1930 in Offerdal; † 31. August 2001 in Hammerdal) war ein schwedischer Skilangläufer.
Risberg, der für den Hammerdals IF startete, errang Svenska Skidspelen 1950 in Östersund den zweiten Platz im 10-km-Lauf bei den Junioren. Beim Wasalauf 1958 belegte er den fünften Platz und erreichte damit seine beste Platzierung bei diesen Lauf. Im März 1961 lief er beim Holmenkollen Skifestival auf den fünften Platz über 50 km und beim Wasalauf auf den siebten Rang. Bei den Olympischen Winterspielen 1964 in Innsbruck kam er auf den zehnten Platz über 50 km. Im Jahr 1966 errang er bei den Svenska Skidspelen den zweiten Platz mit der Staffel. Zwei Jahre später wurde er bei den Olympischen Winterspielen in Grenoble Fünfter über 50 km und bei den Lahti Ski Games Dritter über 50 km. Bei schwedischen Meisterschaften siegte er in den Jahren 1951, 1967 und 1969 mit der Staffel von Hammerdals IF.